# Les Pâquis
Les Pâquis é um bairro de Genebra (Suíça) que junto ao lago encontram-se os banhos des Pâquis, no quai Wilson, uma verdadeira "instituição" de Genebra, na chamada Rade de Genebra.
O bairro estende-se da Rua de Lousana  (via que parte da Estação de Genebra em direcção a Lausana) na sua parte alta, até á margem direita do lago Lemano.

## Etimologia
O nome parece ter origem no facto de em tempos recuados os agricultores trazerem o gado ás pastagens (em francês:  pâquis) que ficavam junto ao lago. A razão do emprego do plural é de se vir "ás pastagens", pelo que nunca se fala de "pâquis" mas sim de "les pâquis".
Em Genebra há uma outra localidade que faz referência ás suas origens, é o bairro de Plainpalais em relação a "planície do palácio".

## História
É a partir de meados dos anos 1800 que começam a "urbanizar-se" os terrenos em volta da Cidade Velha de Genebra e aparecem os bairros de Les Eaux-Vives, Plainpalais, La Jonction e Les Pâquis. 
Em relação a Les Pâquis foi tomada decisão de se fazer referência aos nomes das  cidades suíças como: rua de de Bâle, de Berne, de Fribourg, de Lausanne, de Neuchâtel ou de Zurich .

## Urbanismo
Em Les Pâquis encontram-se belos edifícios como o Palais Wilson, um antigo hotel mas hoje sede do Alto Comissariado das Nações Unidas para os Direitos Humanos, e os grandes hotéis da Belle Époque junto ao lago como o Hotel de Russie, Hotel de la Paix, Hotel Richemond, Hotel Beau-Rivage ou ainda o  Hotel d'Angleterre . 
Quase em frente do Monumento de Brunswick e junto ao lago, encontra-se uma placa que indica o local onde foi assassinada a Imperatriz Sissi a 10 de Setembro de 1898 e se encontrava hospedado no Hotel Beau Rivage que fica em frente .

## Imagens

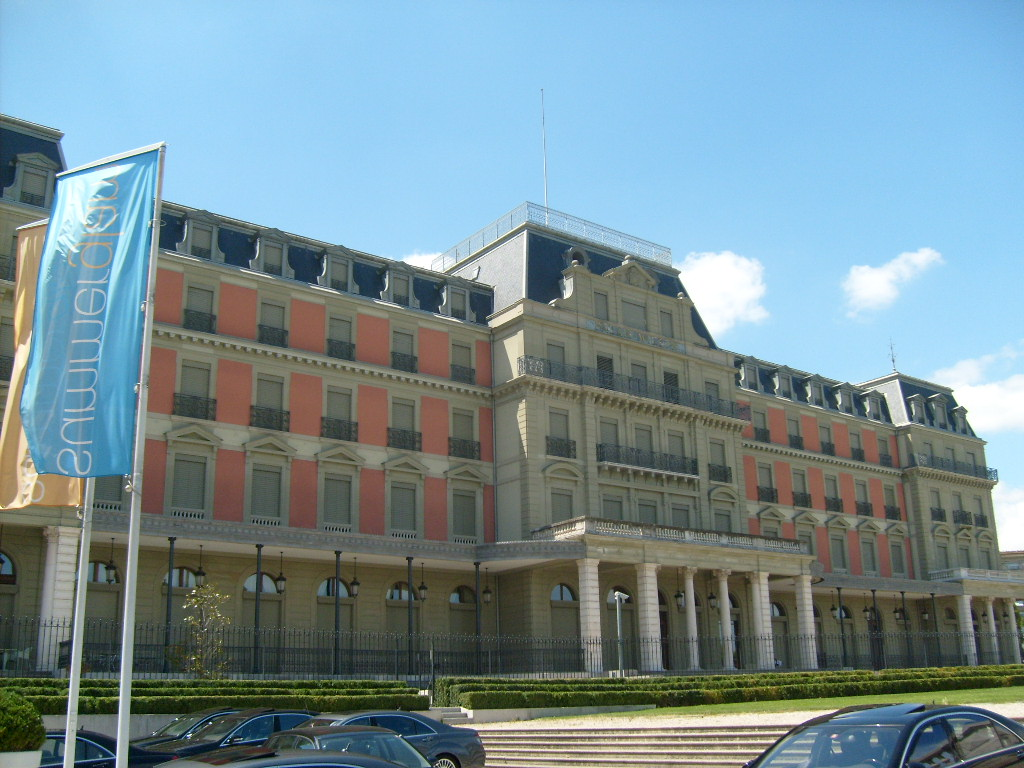
Palácio Wilson
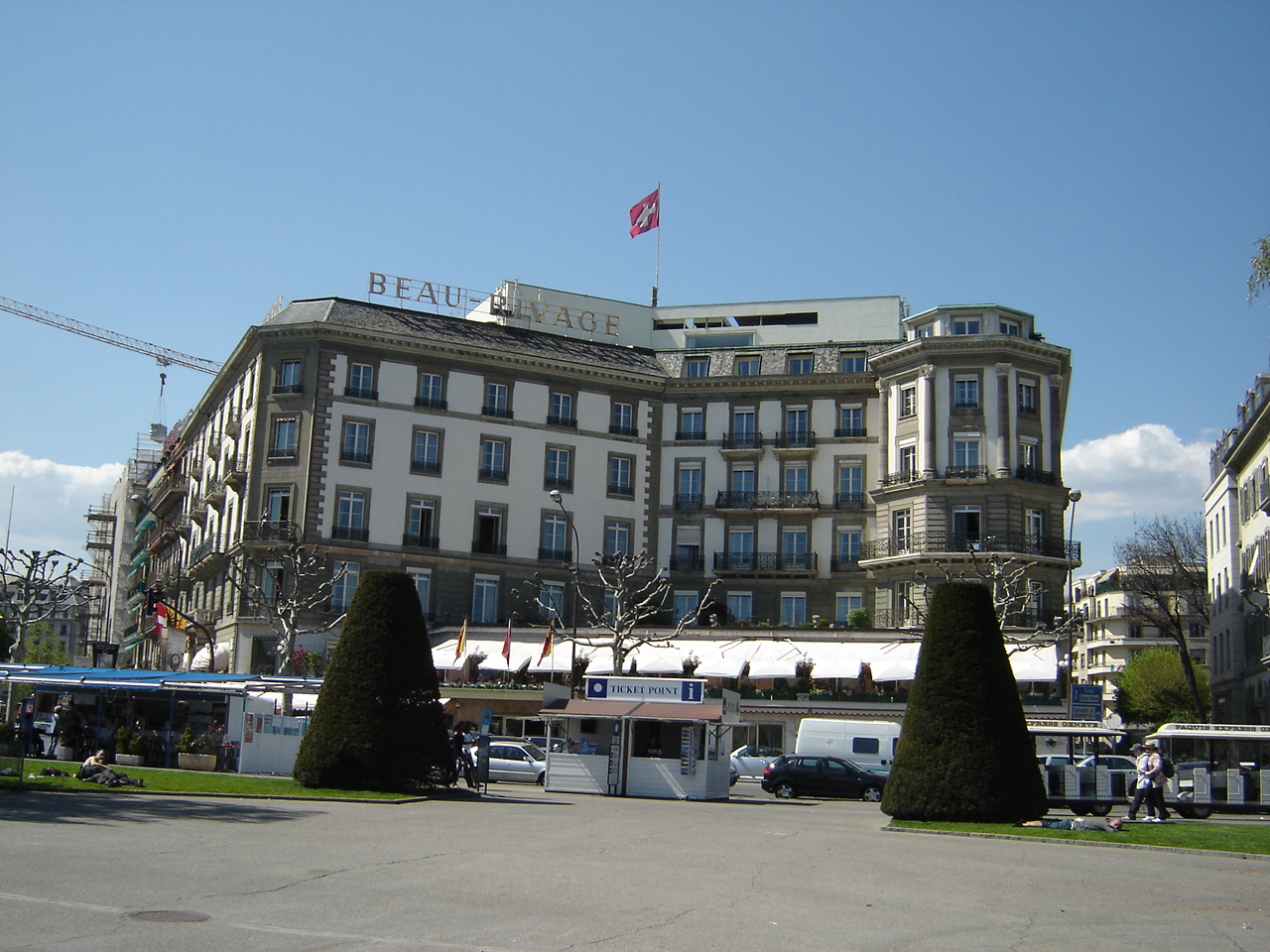
Hotel Beau Rivage
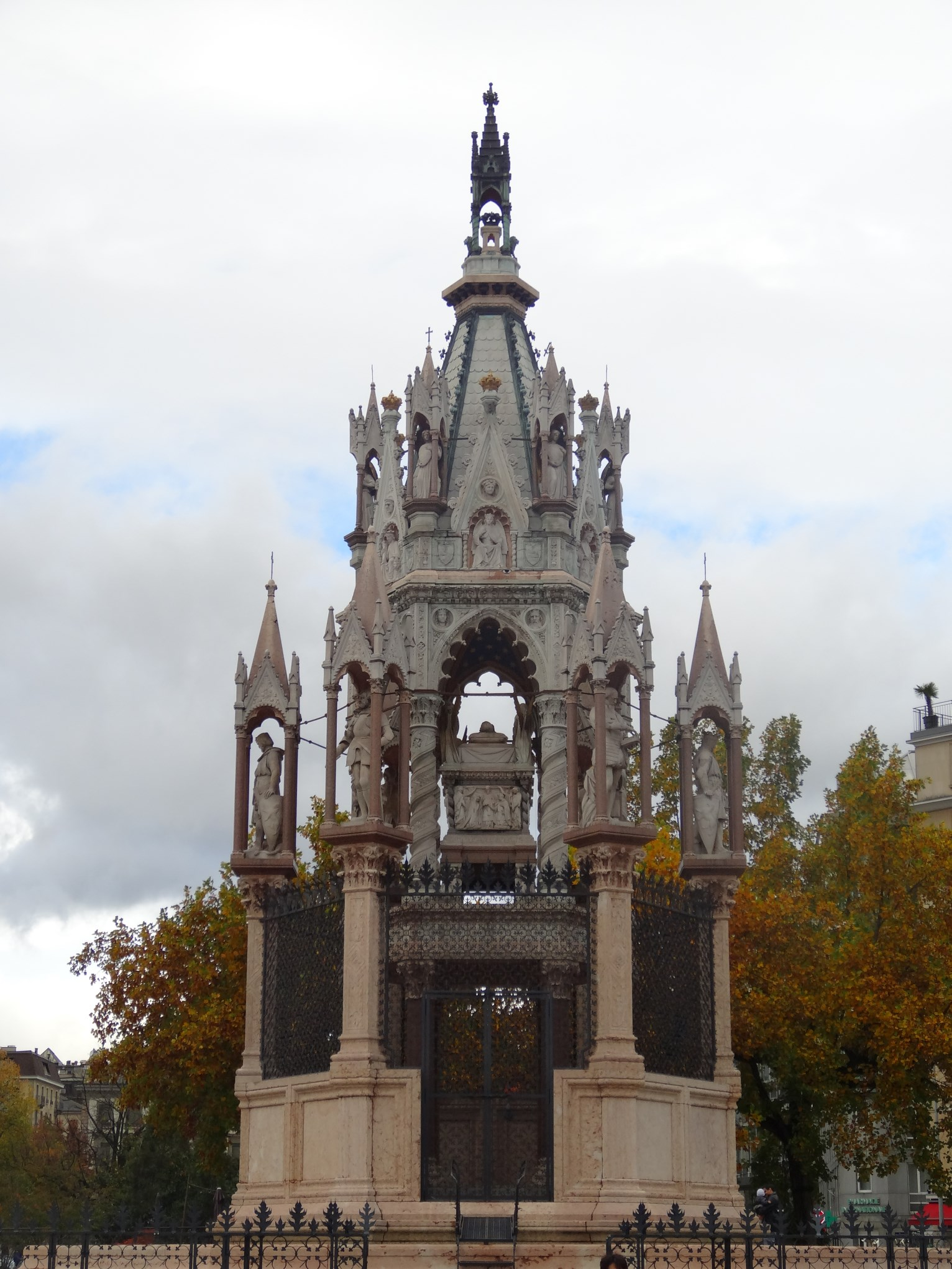
Monumento Brunswick